# Aéroport d'Araraquara
L'aéroport d'Araraquara aussi appelé aéroport d'État Bartholomeu de Gusmão–Araraquara (code IATA : AQA • code OACI : SBAQ) est l'aéroport d'Araraquara au Brésil. Il est nommé d'après Bartolomeu Lourenço de Gusmão (1685-1724), un prêtre portugais né au Brésil.
Il est exploité par DAESP.

## Historique
L'aéroport est dédié à l'aviation générale.

## Compagnies aériennes et destinations
Pas de vols réguliers à partir de cet aéroport.

## Accès
L'aéroport est situé à 6 km du centre-ville d'Araraquara.